# شتالاج III-سي
```
شتالاج III-سي
 معسكر 
أسرى
 
الحرب في الحرب العالمية الثانية
 
للجيش الألماني
 لجنود 
الحلفاء
. يقع على سهل قرب قرية Alt Drewitz bei Küstrin في 
نويمارك
 ولاية 
براندنبورغ
، (الآن Drzewice ، Kostrzyn NAD أودرا، بولندا)، حوالي 
50 ميل (80
 
كـم)
 شرق برلين. 
[
1
]
```

كان المخيم في البداية بمثابة مكان للاعتقال لعدة آلاف من الجنود وضباط الصف من بولندا وفرنسا وبريطانيا ويوغوسلافيا وبلجيكا. منذ عام 1943، تم احتجاز عدد من أسرى الحرب الإيطاليين هناك. من عام 1944 ، تم الاحتفاظ بجنود من الولايات المتحدة الأمريكية هناك أيضًا. قتل معظم السجناء السوفييت (حتى 12000) أو جاعوا حتى الموت. تم إرسال معظم السجناء من الرتبة الدنيا إلى أبتزلاغا للعمل في الصناعة والمزارع في براندنبورغ. لكن الإدارة بقيت مع Stammlager. 

## الجدول الزمني
- يونيو 1940: تم إنشاء المخيم 6 كيلومتر (3.7 ميل) من Küstrin للسجناء البلجيكيين والفرنسيين من معركة فرنسا.
- مايو إلى يونيو 1941: وصل السجناء اليوغوسلافيون والسجناء البريطانيون من حملة البلقان.
- يوليو 1941: وصل السجناء السوفييت الذين تم أسرهم خلال عملية بربروسا. وقد احتُجزوا في مرافق منفصلة وعانوا من ظروف قاسية ومجاعة. لم يتم منحهم العلاج الذي تتطلبه اتفاقية جنيف الثالثة. مات الآلاف منهم من الجوع والمرض.
- سبتمبر 1943: وصل الإيطاليون الذين تم اعتقالهم بسبب الهدنة الإيطالية.
- سبتمبر 1944: وصل الأمريكيون الأوائل وأسروا نتيجة فشل عملية ماركت جاردن أو أثناء تقدم الجيش الأمريكي نحو ألمانيا.
- 1 ديسمبر 1944: أظهرت القائمة [3] 2,036 أمريكيًا و631 بلجيكيًا و1،416 بريطانيًا و17،568 فرنسيًا و1،046 إيطاليًا و2 بولنديًا و1،591 صربيًا و 13,727 سجينًا سوفيتيًا.
- ديسمبر 1944: وصل المزيد من السجناء الأمريكيين، تم أسرهم في معركة الثغرة.
- 31 يناير 1945: حرر الجيش الأحمر المعسكر. هرب العديد من الأمريكيين خلال هجوم 31 يناير 1945. تم نقل السجناء الأمريكيين والبريطانيين المتبقين في نهاية المطاف بالقطار إلى أوديسا على البحر الأسود لإعادتهم.